# Microcos philippinensis
Microcos philippinensis är en malvaväxtart som först beskrevs av Janet Russell Perkins, och fick sitt nu gällande namn av Karl Ewald Maximilian Burret. Microcos philippinensis ingår i släktet Microcos och familjen malvaväxter. Inga underarter finns listade i Catalogue of Life.